# Korrosion
Korrosion er utilsigtet nedbrydning af metaller eller andre faste legemer ved luftens eller vands påvirkning. Korrosion kan være kemisk (gaskorrosion) eller elektrokemisk (væskekorrosion). Korrosion af jern eller stål giver f.eks. rust. Langt de fleste metaller eksisterer ikke i ren form i naturen, men som kemiske forbindelser. Det er deres "naturlige" tilstand. Guld, sølv og platin er nogle af de få undtagelser. Der skal anvendes betydelige mængder energi for at forvandle (raffinere) forbindelserne til rene metaller. Metallerne har dog en tendens til at vende tilbage til deres "naturlige" form, hvilket forårsager korrosion. Tendensen til at korrodere i et givent miljø kan angives relevativt, og benævnes således som spændingsrækken.
- Wikimedia Commons har flere filer relateret til Korrosion

| Kemi | Spire Denne artikel om kemi er en spire som bør udbygges. Du er velkommen til at hjælpe Wikipedia ved at udvide den. |